# حسرت

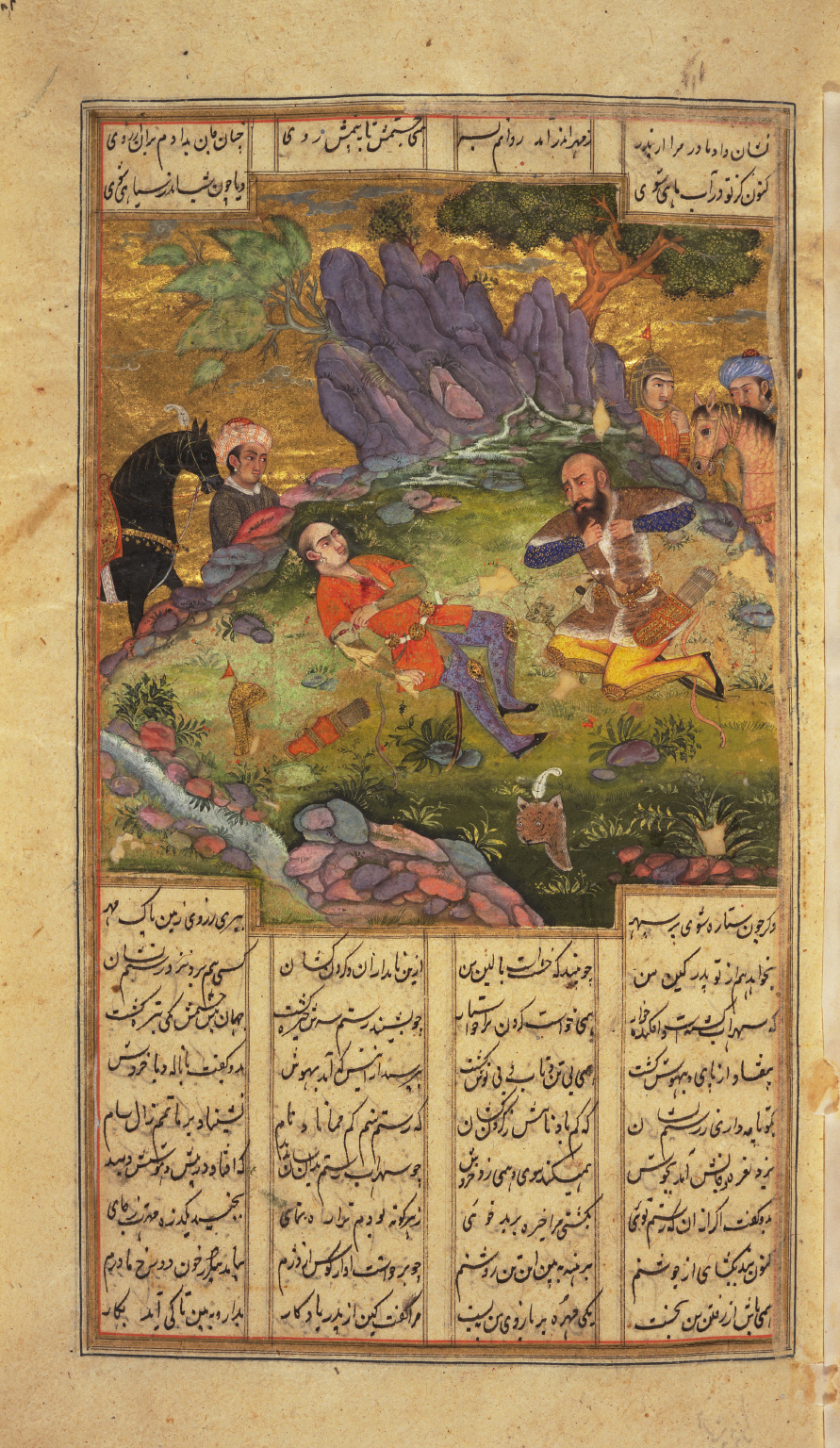
گریه و شیون رستم بر مرگ سهراب

حسرت، پشیمانی، افسوس یا دریغ (به انگلیسی: Regret) یک واکنش منفی انفعالی در مقابل نعمت، امتیاز یا فرصت گذشته و ازدست‌رفته است. حسرت یک نوع غم است که فرد، آن را زمانی که احساس از دست دادن فایده و امتیازی را داشته باشد، تجربه می‌کند. حسرت یعنی ندامت و اندوه شدید بر آنچه از دست رفته باشد و امکان بازگشت آن نباشد. حسرت حالتی است که در آن گفته می‌شود: «ای کاش یک شکل دیگر انجام داده بودم»؛ «ای کاش این کار را نمی‌کردم»؛ «ای کاش آن حرف را نمی‌زدم» و …